# Толь, Карл Карлович
Граф  Карл Карлович Толь  (Karl Wilhelm von Toll; 12 августа 1834, Санкт-Петербург, Российская империя — 2 февраля 1893, Копенгаген, Дания) — русский дипломат из рода Толей, тайный советник, гофмейстер, посол в Дании.

## Биография
Родился 12 августа 1834 года в Санкт-Петербурге. Сын генерала от инфантерии Карла Фёдоровича Толя (1777—1842), бывшего с 1833 года главноуправляющим (министром) путей сообщения и публичных зданий, от брака с Ольгой Густавовной Штрандман (1796—1861).
Воспитывался в Пажеском корпусе, откуда из камер-пажей 13 августа 1853 года произведён в корнеты кавалергардского полка. В 1855 году произведён в поручики. 30 ноября 1857 года поступил в академию Генерального штаба, но через четыре месяца был отчислен из академии.
1 апреля 1858 года по болезни уволен от военной службы с присвоением гражданского чина титулярный советник. 30 августа 1858 года определён на службу в министерство иностранных дел и 10 декабря того же года назначен младшим секретарём миссии в Штутгарт, в 1862 году назначен старшим секретарём, а 4 июля 1870 года назначен поверенным в делах при Саксен-Веймарском дворе.
В 1873 году пожалован в камергеры. В 1875 году произведён в действительные статские советники. 1 июля 1876 года назначен министром-резидентом при великом герцоге Саксен-Веймарском. 13 июля 1882 года назначен посланником при Датском дворе. В 1887 году произведён в тайные советники. В 1888 году пожалован в гофмейстеры. Скончался 1 февраля 1893 года в Копенгагене.
По словам А. А. Половцова, граф Толь был «человек весьма посредственный, ограниченный, но в полном смысле порядочный».

## Семья

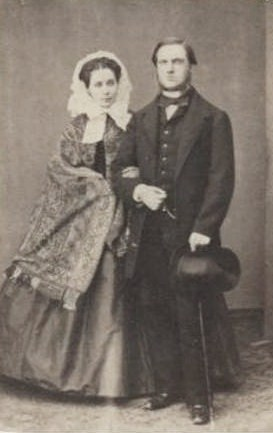
Карл и Елена Толь

Жена — Елена Карловна Штрандман (14.02.1833—1910), крестница Николая I, приходилась мужу кузиной, дочь генерал-майора К. Г. Штрандман и его жены Люции. Состояла фрейлиной великой княгини Екатерины Михайловны и, по красоте своей, была украшением Михайловского дворца. Имя Елены Штрандман входит в фортепианный альбом портретов «Каменный остров» А. Г. Рубинштейна. Одна из современниц, вспоминая 1881 год, писала: «Центром нашего светского общества в Карлсбаде была графиня Толь. Она сохранила свою красоту и моложавость, но имела уже при себе двух столь же красивых дочерей. Появление этих трёх красивых дам, в чёрных платьях и очень больших чёрных шляпах, делало сенсацию на гуляньях и в ресторанах, где по обыкновению всё наше общество обедало вместе». «При всей своей любезности и доброте, — писал А. А. Половцов, — в сущности графиня была пустая женщина, но, при всей своей пустоте, она отлично воспитала двух своих очень милых и красивых дочерей».
В браке родились:
- Ольга (1863—1916), фрейлина, замужем (с 22 сентября 1885 года; Копенгаген)[4] за дипломатом князем И. А. Кудашевым.
- Маргарита (1865—1942), фрейлина, замужем за А. П. Извольским, министром иностранных дел. Унаследовала от отца имение Кастрополь на южном берегу Крыма.